# Everything Is Wrong
Everything Is Wrong – trzeci studyjny album Moby’ego, wydany 28 lutego 1995 roku przez Mute Records. Limitowana edycja albumu zawierała bonusową płytę Underwater.
Na początku 1996 roku ukazał się album Everything Is Wrong DJ Mix Album ze zremiksowanymi piosenkami z albumu.
Tytuł i słowa na obrazie Everything Is Wrong Henrika Plenge Jakobsena były zainspirowane tytułem albumu.

## Lista utworów
1. „Hymn” (3:17)
2. „Feeling So Real” (3:21)
3. „All That I Need Is To Be Loved” (2:43)
4. „Let's Go Free” (0:38)
5. „Everytime You Touch Me” (3:41)
6. „Bring Back My Happiness” (3:12)
7. „What Love?” (2:48)
8. „First Cool Hive” (5:17)
9. „Into The Blue” (5:33)
10. „Anthem” (3:27)
11. „Everything Is Wrong” (1:14)
12. „God Moving Over The Face Of The Waters” (7:21)
13. „When It's Cold I'd Like To Die” (4:14)

### Underwater
1. „Underwater (Part 1)” (5:14)
2. „Underwater (Part 2)” (5:43)
3. „Underwater (Part 3)” (7:23)
4. „Underwater (Part 4)” (8:02)
5. „Underwater (Part 5)” (16:45)

## Notowania
| Rok  | Lista                 | Pozycja |
| ---- | --------------------- | ------- |
| 1995 | Billboard Heatseekers | 21      |

## Wykonawcy
- Moby – gitary klasyczne i elektroniczne, instrumenty klawiszowe, syntezatory, gitara basowa, instrumenty perkusyjne, kongi, programowanie[7]
- Kochie Banton – wokal[8]
- Nicole Zaray – wokal
- Rozz Morehead – wokal
- Mimi Goese – wokal
- Mylm Rose – wokal
- Saundra Williams – wokal